# Bandera de Managua
La bandera de Managua es uno de los símbolos oficiales del municipio de Managua, capital de Nicaragua. Fue adoptada formalmente mediante el Acuerdo Municipal No. 197 el 24 de julio de 1964 por el Concejo Distritorial de Managua, y publicada en La Gaceta, Diario Oficial, No. 187 del 17 de agosto de 1964 

## Diseño
La bandera está compuesta por un fondo blanco de 120 centímetros de largo por 80 centímetros de ancho, con flecos dorados en todo su perímetro. En el centro figura el escudo heráldico de la ciudad, adoptado oficialmente en 1944, y acompañando el escudo se encuentra en la parte superior la leyenda Ciudad de Managua, y en la parte inferior Julio 24, 1846, ambas en letras de color azul.
El blanco simboliza la paz.
El dorado en los bordes resalta la dignidad y solemnidad de la enseña cívica.
El escudo representa el paisaje urbano, el lago Xolotlán, el Volcán Momotombo, una cruz cristiana, rayos solares, y el lema: "Aquí nos ilumina un sol que no declina".

## Historia y uso
El acuerdo de creación fue emitido con motivo del 118 aniversario de la elevación de la Villa de Santiago de Managua a ciudad, el 24 de julio de 1846. Desde entonces, la bandera se utiliza en ceremonias oficiales, fechas conmemorativas, y eventos cívicos del municipio 

## Uso actual
La bandera ondea en instituciones municipales como la Alcaldía de Managua, escuelas, centros cívicos, y actos públicos como el 19 de julio, el 14 de septiembre, y las fiestas patronales en honor a Santo Domingo de Guzmán 